# Limehouse Blues
Limehouse Blues is een populaire jazzstandard uit 1922, geschreven door Douglas Furber (tekst) en Philip Braham (muziek). 
Het nummer werd beroemd gemaakt door Gertrude Lawrence en is sindsdien nog honderden keren opgenomen, zodat het nu een jazzstandard is geworden.  Enkele van de meest opmerkelijke opnames zijn die van Bert Ambrose, Sidney Bechet, Django Reinhardt, Count Basie, Stan Kenton, Louis Armstrong, Tony Bennett, het Dave Brubeck Quartet met Gerry Mulligan, en The Mills Brothers. Het is geen typisch jazznummer, en werd bijvoorbeeld ook opgenomen door een aantal bluegrass-artiesten, zoals Reno en Smiley.
Het lied werd uitgevoerd in films als Ziegfeld Follies (met Fred Astaire en Lucille Bremer), en Star (met Julie Andrews). De titel van het nummer werd gebruikt voor de film Limehouse Blues uit 1934.
Het nummer is geïnspireerd op de wijk Limehouse in Oost-Londen, het Londense Chinatown van de late 19e en vroege 20e eeuw (tot aan de westkant Chinatown werd opgericht). De Chinese referenties zijn te horen in zowel de teksten als de melodie.